# 懸疑小說
懸疑小說是一個鬆散定義的分類，常被用來作為偵探小說或驚悚小說等的代名詞。小說內容以懸疑為主，通常可以與其他小說類型相區隔開來，不過界線可能不夠明確。懸疑小說包括幾個子類型，例如推理小說、恐怖小說等，但只包括部份的奇幻小说、科幻小說、玄幻小说。

## 與神祕小說的區別
神秘小說的字面定義是由宗教等超常現象而衍伸的高深莫測，而懸疑小說更加中性，是以懸念謎團貫穿的小說，其題材相對自由廣泛。